# 松田彩香
松田彩香（まつだ あやか、1987年7月2日 - ）は東京都出身の元子役、女優。ファイブ☆エイト所属。血液型はB型 特技はテニス。趣味は音楽鑑賞。

## 出演

### テレビドラマ
- 金のたまご（1997年7月3日 - 9月18日、TBS）
- 鬼の棲家（1999年1月12日 - 3月23日、CX）
- 虹色定期便（1999年4月 - 2000年3月、NHK） - 植島かおる 役
- 葵 徳川三代（2000年、NHK） - 三代目和姫 役
- 月曜ドラマスペシャル（TBS）
  - 小学校教師・沢木千太郎事件ノート ver.1（2000年7月31日） - 川村純子 役
  - 母業失格（2001年3月12日） - 井上路望（少女時代）役
- 教師びんびん物語スペシャル2（2001年、CX系金曜エンタティメント)
- 鉄道員/青春編（2002年1月1日、ANB系・新春スペシャルドラマ）
- 月曜ミステリー劇場「西村京太郎サスペンス 十津川警部シリーズ26 特急おおぞら殺人事件」（2002年9月30日） - 春野ゆか 役

### その他テレビ番組
- 深夜の星（2001年、TBS）
- waku waku東京ディズニーランド
- 大菩薩峠〜峠の旅人・中里介山〜（2004年、NHK-BS2 スペシャル）

### 映画
- 東京★ざんすっ 約束（2001年） - 未来（少女時代）役

### CM
- ベネッセコーポレーション「進研ゼミ中学講座」（2000~2001年）
- マクドナルド
- マスダ株式会社「森のシリーズ」
- ECC「ECCジュニア」
- アース製薬「サラテクト」
- アオキ
- ばっちしV
- サークルK
- マスターフーズ「カルカン」
- 中部電力
- 日本生命「ふれ愛家族ナイスケア」
- 明治製菓「もぎもぎフルーツ」
- エバラ「からあげの素」

### ビデオ・DVD
- JAA（日本アロマコーディネーター協会）「かわいいゆめ」(2001年)

### 出版物
- Oh! Baby (1999年、辰巳出版) -  渋谷桃子、藤原ひとみ、花澤香菜とのコラボレーション写真集
- 「先どり娘デジタルフォトブック」(2001年、秋田書店)
- 「かわいいゆめ」(2001年、辰巳出版)
- DVDゲーム付きフォトブック「Teacups」 (2002年、アートプレスト)
- 「Fairy Girls」(2002年、ソフトガレージ) - DVD・トレカ付き

## イベント
- 58プチ夏祭り(2003年)